# Eli Fuller
Eli James M. Fuller (auch: Fyller; geb. 27. August 1972 in London, England) ist ein ehemaliger antiguanischer Windsurfer.
Bei den Olympischen Spielen 1988 in Los Angeles wurde er 41. in der Windsurfregatta mit dem Lechner A-390.